# 勞爾山
47°23′12″N 11°37′23″E / 47.38667°N 11.62306°E

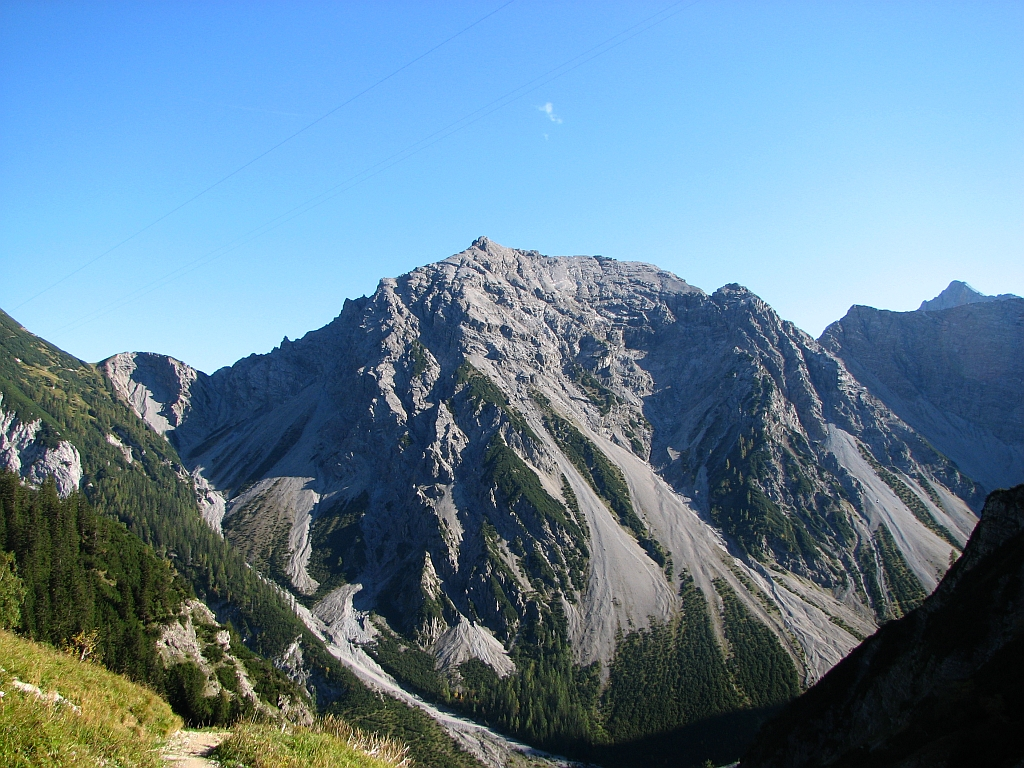

勞爾山（德語：Rauer Knöll），是奧地利的山峰，位於該國西部，由蒂羅爾州負責管轄，屬於卡爾文德爾山脈的一部分，距離拉姆森峰2.2公里，海拔高度2,278米，人類在1843年首次登頂。